# Hugh Coltman
Pour les articles homonymes, voir Coltman.
Hugh Coltman est un chanteur et musicien anglais né en 1972.

## Biographie
Il forme le groupe de blues rock The Hoax en 1991 aux côtés de Jesse et Robin Davey, Jon Amor et Mark Barrett. Le groupe publie quatre albums dont un en public, tourne en Europe, aux États-Unis et en Australie, côtoyant John Lee Hooker, B.B. King et Buddy Guy.
Après la séparation de The Hoax en 1999, Hugh Coltman s'établit à Paris. Il joue sur scène avec le groupe Heez Bus avant de commencer une carrière solo en 2004 en commençant à écrire les chansons de son premier album, Stories From the Safe House, publié le 27 octobre 2008. C'est durant cette même année qu'il assure les premières parties de Thomas Dutronc.
2008 est aussi l'année de la reformation de The Hoax. Hugh Coltman retrouve ses anciens acolytes sur scène puis entreprend une tournée en solo jusqu'en mars 2010.
En 2010 il publie un DVD live avec The Hoax, 2010, A Blues Odessey, et enregistre un duo avec la chanteuse Babet, Les Amouratiques, qui figure sur l'album de cette dernière, Piano Monstre. Cette année-là, il assure également les premières parties de Vanessa Paradis lors de sa Tournée Acoustique.
En 2012 il accompagne le pianiste Eric Legnini en tournée avec  The Afro Jazz Beat.
En 2013, il fait la première partie de la tournée de Vanessa Paradis, Love Songs Tour. Il sort également un album avec The Hoax, Big City Blues.
En 2022 sort l'album Night Trippin', un album hommage à Dr. John réalisé conjointement avec Matthis Pascaud.

## Récompenses
- 2017 : voix de l'année aux Victoires du jazz[7]
- 2023 : « Victoire du jazz vocal » ex æquo avec Camille Bertault[8]

## Discographie

### AvecThe Hoax
- 1994 : Sound Like This (Code Blue Records)
- 1996 : Unpossible (Code Blue Records)
- 1998 : Humdinger (Credible Records)
- 1999 : Live Forever (Credible Records)[9]
- 2010 : 2010, A Blues Odessey
- 2013 : Big City Blues
- 2014 : Recession Blues - A Tribute to BB King

### Collaborations
Matthis Pascaud & Hugh Coltman

### Participations
- 2004 : If I, Zerowatt
- 2005 : She Was A Girl, Spleen
- 2009 : Couleurs sur Paris, Nouvelle Vague
- 2010 : Les Amouratiques (Single), Babet
- Odjus Fitchádu, Mayra Andrade
- 2012 : Crazy Blues, China Moses
  - Warm My Soul, Blundetto
- 2013 : Sing Twice, Éric Legnini
- 2016 : Jazz Disney, Various
- 2017 : Participation à l'aventure du soldat rose à la fabrique de jouets dans le rôle de Cro-boy
- 2020 : Sounds of Jimi, Thomas Naim, sur deux chansons (Castles Made of Sand et If 6 Was 9)